# Syłwa (Kraj Permski)
Syłwa (ros. Сылва) – osiedle w Rosji, w Kraju Permskim, w rejonie permskim. W 2010 liczyło 8324 mieszkańców.